# Reprezentacja Danii na Mistrzostwach Świata w Narciarstwie Klasycznym 2009
Reprezentacja Danii na Mistrzostwach Świata w Narciarstwie Klasycznym 2009 liczyła 7 sportowców. Najlepszym wynikiem było 22. miejsce w sprincie drużynowym mężczyzn.

## Medale

### Złote medale
Brak

### Srebrne medale
Brak

### Brązowe medale
Brak

## Wyniki

### Biegi narciarskie mężczyzn
Sprint
- Sebastian Soerensen - 71. miejsce (odpadł w kwalifikacjach)
- Asger Fischer Mølgaard - 78. miejsce (odpadł w kwalifikacjach)
- Lasse Moelgaard - 97. miejsce (odpadł w kwalifikacjach)
- Troels Buenger - 121. miejsce (odpadł w kwalifikacjach)

Sprint drużynowy
- Sebastian Soerensen, Troels Buenger - 22. miejsce

Bieg na 15 km
- Jonas Thor Olsen - 63. miejsce
- Sebastian Soerensen - 65. miejsce
- Asger Fischer Mølgaard - 71. miejsce

Bieg na 30 km
- Jonas Thor Olsen - 57. miejsce

Bieg na 50 km
- Jonas Thor Olsen - 49. miejsce
- Øystein Slettemark - 56. miejsce
- Ulrich Ghisler - 60. miejsce